# Ofelia Fernández
Ofelia Fernández (Buenos Aires, 13 de abril de 2000) es una activista, exdirigente estudiantil y política argentina que de 2019 a 2023 se desempeñó como legisladora de la Ciudad de Buenos Aires por la coalición del Frente de Todos.

## Biografía

### Primeros años
Nació el 13 de abril de 2000, hija de un músico y de una empleada en una casa de cambio. Residente en el barrio porteño de Caballito, cursó estudios de educación secundaria en la Escuela Superior de Comercio Carlos Pellegrini, donde cobró notoriedad tras ser elegida presidenta del Centro de Estudiantes (CECaP) de esa misma institución en octubre de 2016, bajo la lista 13 «El Estallido». Empezó a militar en la organización La Emergente de Izquierda Popular. Fue la ponente más joven en la contra-cumbre del G-20 organizada por Clacso en noviembre de 2018. Fue columnista en el programa radial Cheque en Blanco.
Siendo activista feminista, participó en las manifestaciones a favor de la legalización del aborto en Argentina. Militante de VAMOS, parte del Frente Patria Grande, fue incluida como candidata a legisladora por el Frente de Todos, de cara a las elecciones en la Ciudad de Buenos Aires de 2019, en la tercera ubicación de la lista de la coalición. Fernández, que resultó elegida, fue destacada entonces por diversas fuentes como «la legisladora más joven en Latinoamérica».

## Legisladora de la Ciudad Autónoma de Buenos Aires
Ofelia Fernández juró como legisladora de la Ciudad de Buenos Aires el 3 de diciembre de 2019, jurando por el futuro de su generación «en toda América Latina» y alzando un pañuelo verde, el cual manifiesta estar a favor de la legalización del aborto en Argentina. En octubre de 2020, la revista estadounidense Time la nombró como una de las «diez líderes de la próxima generación», resaltando su posición a favor respecto al aborto legal en Argentina.

### Actividad parlamentaria
La legisladora Ofelia Fernández perteneció a las siguientes comisiones:
- Vivienda (vicepresidenta primera)
- Educación, Ciencia y Tecnología (vocal)
- Mujer, Infancia, Adolescencia y Juventud (vocal)
- Políticas de Promoción e Integración Social (vocal)

Proyecto de ley de protector solar
En 2021 presentó un proyecto de ley para que el protector solar sea gratuito. El mismo promovía la concientización de su uso para prevenir el cáncer de piel e instaba a que obras sociales y medicina prepaga cubran el costo del insumo para sus afiliados. La Ministra de Salud de la Nación, Carla Vizzotti cuestionó el proyecto aludiendo a que es un tema complejo y que previo a resolver el acceso a los productos hay que ver la producción pública. Sin embargo Vizzotti destacó la importancia de pensar en la prevención del cáncer de piel como una cuestión de política sanitaria.
Impulsó distintas leyes entre las cuales se destacaron la modificación de la Ley 104 de Acceso a la Información Pública, la ley de baja en el trabajo para víctimas de violencia de género, la Ley de Debate Público y Obligatorio de Candidatos y el Código Electoral de la Ciudad Autónoma de Buenos Aires.
Proyecto de ley de beneplácito por el primer carnet de socios con género no binario del Club Vélez Sársfield
El 4 de mayo de 2022, la legisladora ingresó un proyecto a la Legislatura Porteña, por el cual todo el cuerpo manifiesta su beneplácito por haberse emitido en el Club Atlético Vélez Sarsfield el primer carnet de socios con género no binario. En el proyecto remitido a la cámara se declara la importancia de que asociaciones deportivas incluyan  políticas de género que integren al colectivo LGBTIQ+ dentro de sus instituciones.
En 2020 propuso un paquete de 12 leyes diseñar políticas e instrumentar planes para una correcta gestión del espacio público; planificar los proyectos necesarios para la ejecución de obras en el espacio público y desarrollar proyectos que promueven la mejora y transformación de las condiciones de calidad de vida en el sur de la ciudad.

## Vida personal
El 7 de septiembre de 2024, Fernández reveló mediante una publicación en Instagram su relación amorosa con Marcos Aramburu, escritor y conductor trabajando actualmente en el canal de streaming de humor político Gelatina.

## Controversias

### Reforma educativa
Se pronunció en contra de la reforma educativa en CABA que tuvo como consecuencia la tomas de colegios públicos. Fernández, en ese entonces Presidenta del Centro de Estudiantes de la Escuela Superior de Comercio Carlos Pellegrini, solicita una prórroga de un año de la reforma educativa para dar más tiempo al debate sobre la misma. No hubo prórroga de la reforma en su totalidad, pero se decidió que las prácticas educativas (que era lo más controversial) empezarían recién cuatro años después en 2021.

### Excarcelaciones durante la pandemia
Al inicio de la pandemia de COVID-19, durante la cuarentena presente en Argentina, hubo polémica  sobre supuestas excarcelaciones de detenidos por motivos sanitarios. En ese contexto, Fernández se refirió al hecho en cuestión mediante un video en sus redes sociales donde sostenía que «Uno: no es el Gobierno, es la Justicia. Dos: no es libertad, es otorgar prisión domiciliaria. Potestad que tiene, repito, el Poder Judicial no el Ejecutivo. Tres: no es masivo, es menos del 1% del total», declaraciones que generaron controversia entre usuarios de redes sociales. Dicha polémica fue montada sobre datos tergiversados o falsos según la verificación de hechos realizada por el diario Perfil de dicho país.

### Vacuna COVID-19
En junio del 2021, a Fernández le tocó su turno para vacunarse contra COVID-19 junto con otras personas de su edad que también pertenecían a un grupo de riesgo. Fernández publicó en las redes sociales que se dio la primera dosis de la vacuna de Oxford-AstraZeneca por ser asmática.

Asimismo, presentó dos proyectos de ley sobre violencia contra la mujer, hecho que tomó repercusión en el país sobre todo después de la gran movilización conocida como #NiUnaMenos. Uno de estos proyectos contempla el otorgamiento de licencias en el ámbito laboral y el otro se refiere a la creación de Centros Integrales de la Mujer en las comunas de la Ciudad conformados por psicólogas, trabajadoras sociales y abogadas a fin de brindar contención, atención y asesoramiento a las mujeres víctimas de violencia.